# باشگاه فوتبال خرس
باشگاه فوتبال دپورتیوو خِـرِس (به اسپانیایی: Xerez Club Deportivo) یک باشگاه اسپانیایی است که در xerez la frontera در اندلس و استان کادیس واقع شده است. این باشگاه هم‌اکنون در سگوندا دیویژن بی حضور دارد.
این باشگاه در سال ۱۹۴۷ میلادی تأسیس شده است.
خرز یک بار به در فصل ۰۹-۲۰۰۸ مقام قهرمانی لیگا ادلانته رسیده است.
این باشگاه همچنین ۱ بار در فصل ۱۰-۲۰۰۹ در لا لیگا حضور داشته است.

## مربیان مشهور پیشین
- برند شوستر